# Fernando Serena
Fernando Serena (Madrid, 28 gennaio 1941 – Pamplona, 15 ottobre 2018) è stato un calciatore spagnolo, di ruolo attaccante.

## Carriera
È appartenuto alla generazione Yé-yé del Real Madrid, con cui ha vinto soprattutto la Coppa dei Campioni 1965-1966: Serena segnò il gol del definitivo 2-1 nella finale con il Partizan Belgrado.

## Palmarès

### Competizioni nazionali
- Campionato spagnolo: 4

Real Madrid: 1963-1964, 1964-1965, 1966-1967, 1967-1968

### Competizioni internazionali
- Coppa dei Campioni: 1

Real Madrid: 1965-1966